# يان بولتون
يان بولتون (بالإنجليزية: Ian Bolton)‏ (13 يوليو 1953 في المملكة المتحدة - ) هو لاعب كرة قدم بريطاني في مركز الدفاع. لعب مع برمنغهام سيتي ونادي بارنت ونادي برينتفورد ونادي واتفورد ونوتس كاونتي ونادي هايز ولينكولن سيتي أف سي وChalfont St Peter A.F.C. ‏ وLondon Tigers F.C. ‏.

## وصلات خارجية
- يان بولتون على موقع قاعدة بيانات كرة القدم.إي يو (الإنجليزية)